# Scrophularia ningpoensis
Espèce
Classification phylogénétique
Scrophularia ningpoensis ou scrofulaire de Ningpo est une plante vivace de la famille des Scrophulariaceae, de 1,50 mètre de haut, avec un système racinaire tubérisé, répartie essentiellement dans la partie Est de la Chine et au Vietnam.
La racine tubérisée de Scrophularia ningpoensis est utilisée en médecine chinoise comme matière médicale, sous le nom de xuanshen 玄参. Ce remède est recommandé pour ses propriétés rafraichissantes et nourrissantes du yin. 
Si la médecine chinoise s’est dotée d’un appareillage argumentatif développé, il lui manque cependant des études cliniques de qualité permettant de valider empiriquement l’efficacité thérapeutique des remèdes.

## Nomenclature et étymologie
L’espèce a été décrite par le botaniste britannique William Botting Hemsley, sous le nom de Scrophularia ningpoensis, en 1890, dans le Journal of the Linnean Society, Botany 26(174): 178–179. W.B. Hemsley travaillait aux Jardins botaniques royaux de Kew à Londres, où il avait accès à une vaste collection de spécimens provenant du monde entier, comme cette espèce trouvée dit-il, dans la province du Zhejiang sur les montagnes de Ningpo. Lui-même n’a jamais voyagé en Chine.
Le nom de genre Scrophularia vient du latin scrōfŭlæ, ārum, f., « scrofules » [maladie] d’après le dictionnaire gaffiot.fr. Les espèces de ce genre étaient réputées bonnes pour traiter les scrofules d’après les principes de la flore médicale des signatures, en raison de la ressemblance des fleurs à des scrofules. Le nom de genre Scrophularia a été créé par Linné en 1753 dans Species Plantarum 2: 619. 
L’épithète spécifique ningpoensis est un mot latin dérivé du toponyme Ningpo, de la région orthographiée actuellement Ningbo 宁波 suffixé par - ensis signifiant "originaire de".

## Synonymes
D’après POWO, les synonymes hétérotypiques sont
- Scrophularia microdonta Franch. in Bull. Soc. Bot. France 47: 11 (1900)
- Scrophularia silvestrii Bonati & Pamp. in Nuovo Giorn. Bot. Ital., n.s., 18: 179 (1911)

## Description

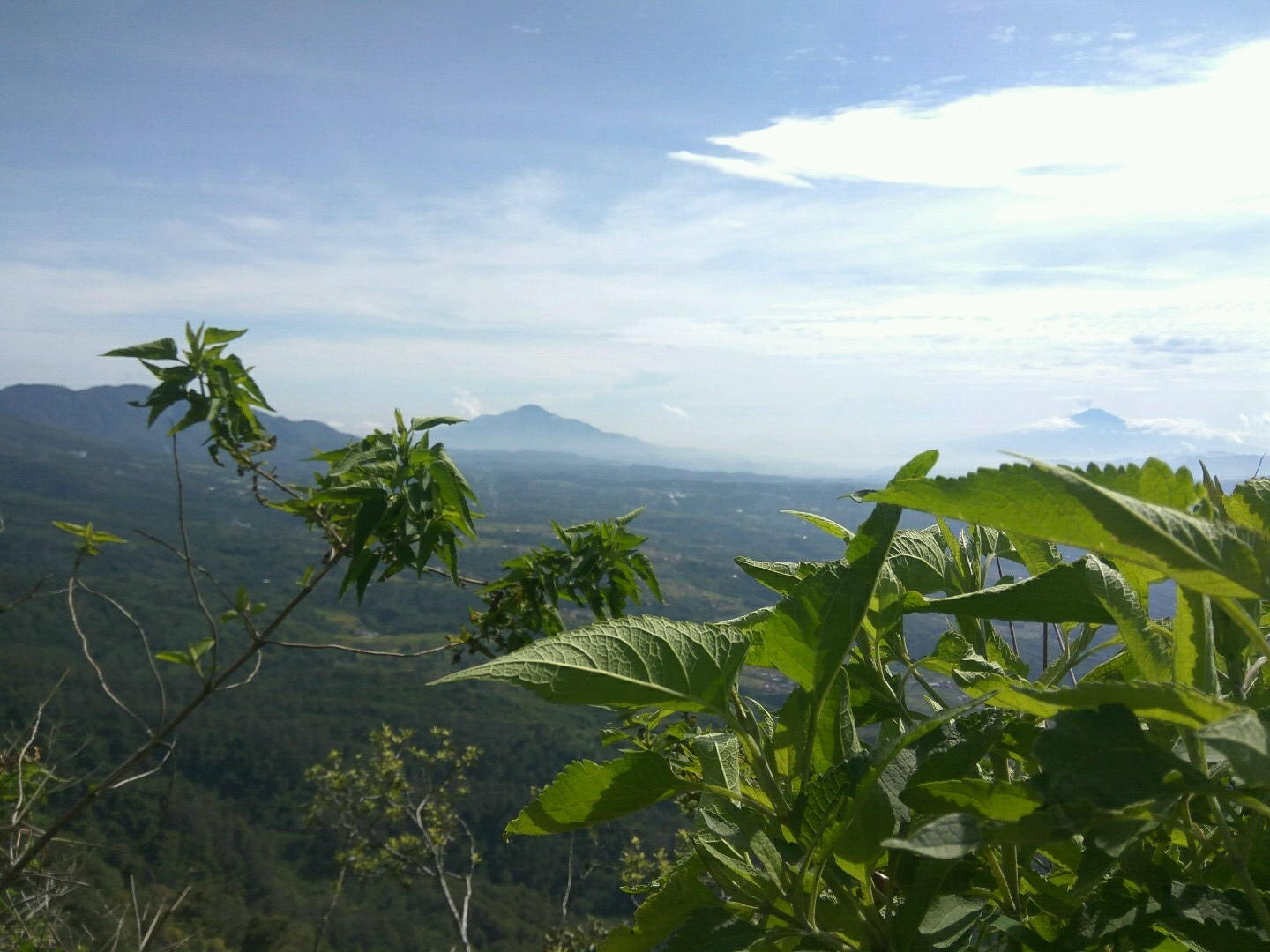
Scrophularia ningpoensis

Scrophularia ningpoensis est une plante herbacée vivace de 1,50 mètre de haut. Avec un système racinaire pivotant, tubérisé, fusiforme à conique et peu de racines latérales (pour voir de nombreuses photos de l’espèce, consulter Plant Photo Bank of China 中国植物图像库). C’est une plante géophyte. 
Une tige dressée quadrangulaire, légèrement rainurées à presque ailées, glabres ou à poils blancs. Les feuilles sont opposées sauf parfois alternes à l’apex. Le pétiole peut faire jusqu'à 4,5 cm ; le limbe des feuilles supérieures ovales-lancéolés à lancéolés, jusqu'à 30 cm de long sur 19 cm de large, avec base cunéiforme, arrondie ou subcordée, bord serrulé et rarement irrégulièrement doublement denté.
L’inflorescence est un thyrse (une grappe de cymes) pouvant faire jusqu’à 50 cm de long, les cymes terminales et axillaires sont souvent à 2-4 fleurs. Les pédicelles de 0,3 à 3 cm, couverts de poils glandulaires.
La fleur comporte un calice de 2–3 mm à 5 lobes suborbiculaires, une corolle brun-pourpre de 8–9 mm, à 2 lèvres ; les lobes de la lèvre inférieure subovales, lobe moyen plus court que les lobes latéraux. Quatre étamines légèrement plus courtes que la lèvre inférieure ; staminode gros et globuleux. Le style est d’env. 3 mm.
Le fruit est une capsule ovoïde, 8–9 mm.
La floraison se déroule de juin à septembre et la fructification en septembre-novembre.

## Distribution et habitat
Selon POWO, Scrophularia ningpoensis s’étend de l’Est de la Chine aux régions côtières du Vietnam. D’une manière précise Flora of China indiquent les provinces suivantes : Anhui, Fujian, Guangdong, Guizhou, N Hebei, Henan, Jiangsu, Jiangxi, S Shaanxi, Shanxi, Sichuan, Zhejiang.
Elle pousse dans les forêts de bambous, le long des ruisseaux, fourrés, herbes hautes ; en dessous de 1 700 m.

## Utilisation
La racine tubérisée de Scrophularia ningpoensis  est utilisée en médecine chinoise comme matière médicale, sous le nom de xuanshen 玄参. Essayons de comprendre de l’intérieur la démarche médicale chinoise, sans émettre de jugements anachroniques. Ce qui ne dispense en aucun lieu, de demander des efforts supplémentaires de validation empirique.

### Histoire
L'usage médicinal de Scrophularia ningpoensis remonte au moins au début de notre ère puisqu'on trouve la plante mentionnée dans le premier ouvrage chinois de matière médicale, le Shennong bencao jing (Classique de la matière médicale du Laboureur Céleste) compilé au début de notre ère sous les Han et étendu par le médecin taoïste Tao Hongjing (452-536). La notice sur la racine de scrofulaire de Ningpo est
« Saveur amère, légèrement froide, non toxique. Traite [les affections] du froid, du chaud, des accumulations dans l’abdomen, les maladies résiduelles des femmes après la grossesse et l'allaitement. Renforce le qi des reins, et rend les yeux brillant. Pousse dans les vallées fluviale » (d’après la traduction de Sabine Wilms)
Les spécialistes de matière médicale n’ont pas l’habitude de donner des descriptions des plantes qu’ils utilisent. Cependant, il y a eu des savants polymathes comme Su Song (1020-1101) de la dynastie Song qui ont donné des descriptions assez précises des plantes. À propos de xuanshen, Su Song indique 
« Le second mois lunaire, les semis sortent. Les feuilles poussent à l’opposées les unes des autres, comme avec le sésame...La tige délicate est de couleur vert-pourpre. Les fleurs d’un vert bleuâtre s’ouvrent le 7e mois...Chaque racine a 5 à 7 branches. Elles sont récoltées le 3e et le 7e mois lunaire, et mises à sécher au soleil. Certains disent qu’elles sont d’abord passée à la vapeur puis séchées au soleil » (trad. de Paul Unschuld).
Dans la longue histoire des pharmacopées chinoises (bencao), le début du XIIe siècle marque aussi un tournant avec des auteurs comme Zhang Yuansu (1151-1234) et Kou Zongshi 寇宗奭 (XIIe) qui ont ouvert la voie à l’introduction des principes explicatifs introduits par le Huangdi neijing (qi, yin yang, correspondances systématiques) dans la pharmacopée.
Zhang Yuansu indique
« Le xuanshen est un remède d’une importance capitale. Il contrôle tous les mouvements ascendants et descendants du qi...Il est utilisé comme composant d’un traitement des [affections du] vent. Ainsi le Huo ren shu recommande l’usage de xuan shen pour guérir [les maladies suivantes] : affection causée par le froid avec du poison yang, etc. ».
Il existe Six qi, nommés le Vent, le Froid, le Feu, la Canicule, l’Humidité, et la Sécheresse, connus pour leur capacité pathogène. Ce sont les Six excès liu yin 六淫 qui envahissent le corps à partir de l’extérieur et provoquent des affections.
Enfin, Li Shizhen dans le Bencao gangmu (1593) indique
« Quand l’eau des reins est atteinte, quand le véritable yin a perdu son garde, quand un yang solitaire n’a aucune racine [pour se nourrir] et quand cela se répand comme une maladie du feu, lorsque cela se manifeste comme une maladie du feu, les règles exigent de revigorer l'eau pour contrôler le feu. De là, le xuanshen a le même potentiel thérapeutique que le dihuang, la Digitale chinoise. Il dissolve l’affection des scrofules parce que [cette thérapie] est une dispersion du feu. »
En médecine chinoise, les reins sont la source du zhenyin 真阴 (yin véritable) et du yuanyang 原阳 (yang originel). Mais il suffit d’un déséquilibre entre les principes yin et yang pour conduire à la maladie. Présentement, le déséquilibre conduit à une maladie de feu, car un affaiblissement du yin des reins, produit un excès de yang c'est-à-dire de feu. Cela peut se manifester par divers symptômes liés à la chaleur ou à des inflammations dans le corps.
Li Shizhen recommande en conséquence d’agir selon « les règles exigeant de revigorer l'eau pour contrôler le feu » (法宜壯水以製火), c’est-à-dire nourrir le yin pour rééquilibrer le yin et le yang. La racine de scrofulaire, xuanshen, est recommandée pour ses propriétés rafraîchissantes et nourrissantes du yin, en association avec d'autres herbes comme la racine de digitale chinoise, dihuang 地黃 (Rehmannia glutinosa), car elles partagent des propriétés similaires dans la MTC pour nourrir le yin et éteindre le feu pathologique. La xuanshen traite aussi les inflammations et les infections, comme les scrofules (des formes de lymphadénopathie associées à la tuberculose dans la terminologie moderne), en réduisant l'inflammation et en aidant à gérer la tuberculose, considérée dans ce contexte comme une manifestation de feu pathologique.

### Pharmacopée moderne
Selon la Pharmacopée chinoise (2008), la Scrophularia ningpoensis est plantée sur les rives du fleuve Yangzi et au Japon, sa racine est collectée au début de l’hiver, empilée au soleil jusqu’à ce que l’intérieur devienne noire, puis séchée au soleil, et coupée en pièces crues.
Fonctions
- tonifier l’essence vitale et le yin
- évacuer la chaleur et le feu interne
- anti-inflammatoire, antiphlogistique
- réduit les hématomes, les tumeurs bénignes

Indications
- agitations, insomnie, vertige dû à la fièvre
- toux sèche
- douleurs et enflement de la gorge
- furoncle, abcès, goître

Formule composée
Dans les maladies saisonnières consumant le yin causée par la chaleur sang, avec fièvre, maculo-papules, bouche sèche, Qing yin tang est utilisé: xuanshen, shengdihuang, lianqiao, jinyinhua etc.